# Ryōan-ji
Ryōan-ji (龍安寺 o 竜安寺?  El templo del dragón tranquilo y pacífico) es un templo Zen situado en Kioto, Japón. Forma parte del conjunto de Monumentos históricos de la antigua Kioto (ciudades de Kioto, Uji y Otsu) declarados Patrimonio de la Humanidad por la Unesco en el año 1994. El templo fue creado por la escuela Myoshinji de los Rinzai, pertenecientes al Budismo Zen.

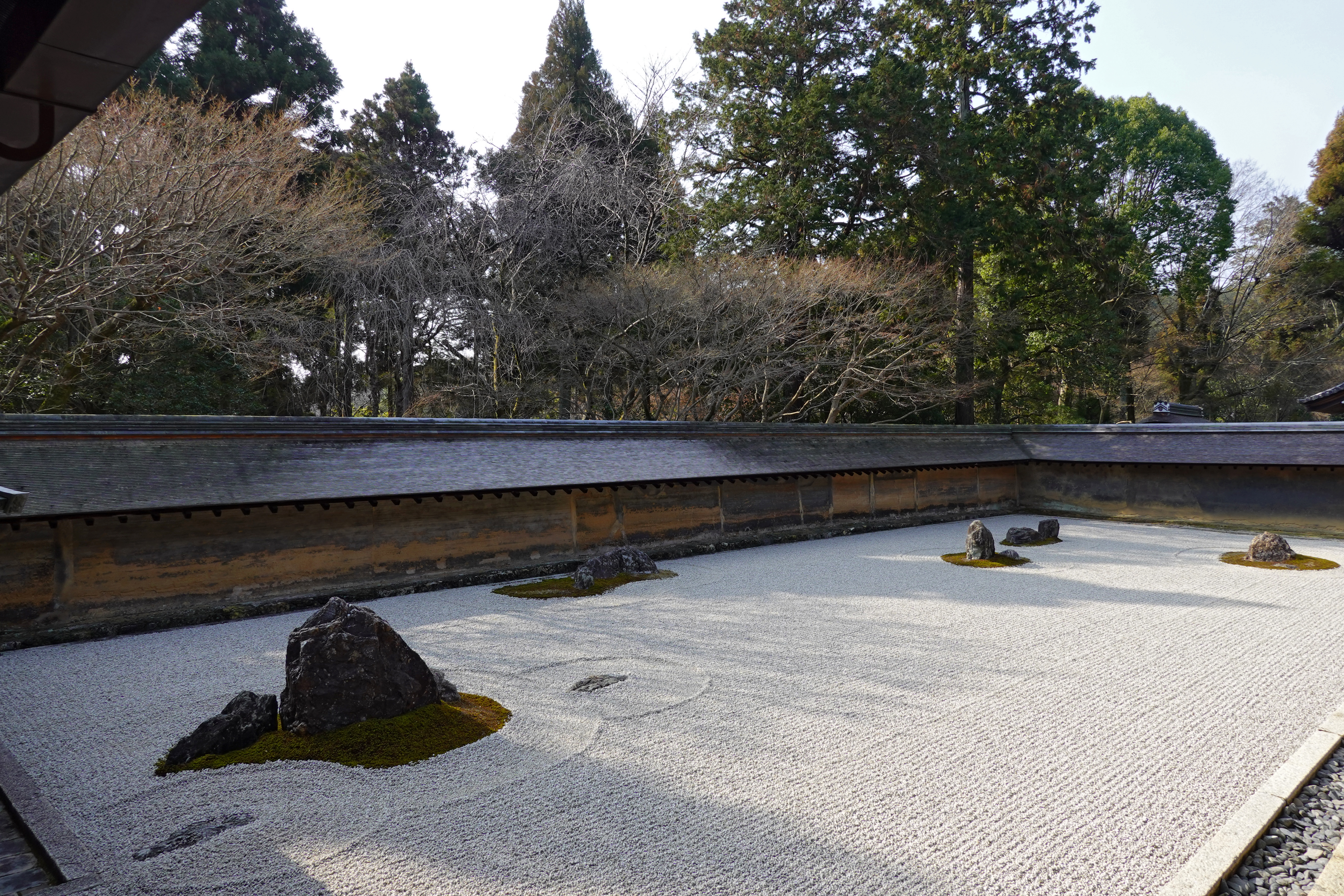
Karesansui del Ryōan-ji.

Dentro de este templo existe uno de los karesansui (jardines secos) más famosos del mundo, construido a finales del siglo XV, en torno al 1488. El creador de este jardín no dejó ninguna explicación sobre su significado, por lo que durante siglos ha sido un misterio descubrir el verdadero sentido o el porqué de su gran belleza.
Se trata de un jardín rectangular construido frente al edificio principal. La composición utiliza arena rastrillada, musgo y rocas. Existe un predominio de formas alargadas colocadas en paralelo a la posición del edificio.
Los tres lados restantes están cerrados por muros, lo que -junto a la línea inferior de la plataforma desde la que se debe contemplar el edificio- permite acotar la visión del jardín en un marco longitudinal.

## Estructura
El jardín se ubica frente al salón Hojo, en el extremo sur, como una extensión del salón perteneciente al abad.
En total hay 15 piedras dispuestas en 3 grandes grupos. El primero comprende las 3 rocas de más a la derecha. El segundo, las 5 siguientes, y el tercero, las 7 restantes. En cada grupo destaca una piedra mayor que las demás. El musgo se utiliza como base de algunos grupos para dar unidad. 
Existe una idea de movimiento, según miramos los grupos de derecha a izquierda, se van volviendo cada vez más dispersos, hasta llegar a las últimas dos piedras que no tienen musgo. No se puede ver todo de un solo vistazo, hay que ir moviendo la vista.

## El árbol oculto
Durante muchos años se pensó que la mejor interpretación del sentido de la disposición de las piedras en el jardín era el de una especie de "Tigre cruzando un río". En el 2002, unos científicos de la Universidad de Kioto utilizaron ordenadores para buscar formas usando la disposición de las zonas vacías del jardín en vez de la disposición de las piedras. El resultado es que encontraron el patrón de un árbol escondido dentro de la estructura del jardín. Dicen que por eso es tan placentero presenciar el jardín, nuestro subconsiciente capta el patrón del árbol sin que lo notemos.
El mismo equipo de investigación probó moviendo algunas piedras de forma aleatoria y vieron que enseguida se perdía la armonía de la configuración inicial. Por ello creen que la construcción del jardín está muy bien pensada y no es un acto de la casualidad.

## Otra posible interpretación
El jardín busca el vacío, representado a través de nuestra incapacidad de observar el todo. La última piedra está casi fuera del jardín, y eso también nos da una sensación de infinito.

## Documentos científicos
- Van Tonder, Gert J.; Michael J. Lyons, Yoshimichi Ejima (23 de septiembre de 2002). «Perception psychology: Visual structure of a Japanese Zen garden». Nature 419: 359-360. doi:10.1038/419359a.

- Visual perceptions in Karesansui Gardens
- Usando Voronoi para sacar patrones
- Calming visual spaces